# Curetis
Sous-famille
Genre
Curetis est un genre de lépidoptères (papillons) de la famille des Lycaenidae. Il est l'unique genre de la sous-famille monotypique des Curetinae. 
Ses espèces se rencontrent en Asie du Sud et du Sud-Est et en Océanie, sur une aire s'étendant du Sri Lanka aux îles Salomon. Les chenilles possèdent un organe défensif unique en son genre, constitué de deux tubercules abdominaux dont émergent, en cas de danger, des flagelles munis de rosettes de soies.

## Liste des espèces
Selon FUNET Tree of Life (2 février 2020) :
- Curetis thetis (Drury, [1773])
- Curetis saronis Moore, 1877
- Curetis nesophila (C. & R. Felder, 1862)
- Curetis venata Fruhstorfer, 1908
- Curetis barsine Felder, 1860
- Curetis tagalica (C. & R. Felder, 1862)
- Curetis regula Evans, 1954
- Curetis insularis (Horsfield, [1829])
- Curetis freda Eliot, 1959
- Curetis sperthis (C. & R. Felder, [1865])
- Curetis siva Evans, 1954
- Curetis felderi Distant, 1884
- Curetis santana (Moore, [1858])
- Curetis tonkina Evans, 1954
- Curetis bulis (Westwood, 1852)
- Curetis acuta Moore, 1877
- Curetis naga Evans, 1954
- Curetis brunnea Wileman, 1909